# Liste der Fußgängertunnel in Berlin
Fußgängertunnel in Berlin gibt es seit dem 19. Jahrhundert. Sie verknüpfen das Fußverkehrsnetz häufig an breiten Infrastruktureinrichtungen Berlins.

## Geschichte der Berliner Fußgängertunnel
Zum Ende des 19. Jahrhunderts stellten die Berliner Bahnhöfe ein großes Hindernis für den Durchgangsverkehr dar. Die ersten Fußgängertunnel führten deshalb unter den ausgedehnten Gleisvorfeldern hindurch und ersparten den Fußgängern weite Umwege. Während des Ersten Weltkrieges und der folgenden Jahre wurden keine neuen Fußgängertunnel gebaut. Mit der Erweiterung der U-Bahn im Zeitraum von 1923 bis 1931 wurden neu gebaute U-Bahnhöfe meistens in anderthalbfacher Tiefenlage ausgeführt und mit Zwischengeschossen ausgestattet, die den Fußgängern ein sicheres Unterqueren der immer stärker befahrenen Straßen ermöglichten, ohne die Bahnsteigsperren passieren zu müssen. Im Dritten Reich wurden neue Fußgängertunnel im Zusammenhang mit Bauarbeiten zu den Olympischen Spielen 1936 und dem Ausbau der Ost-West-Achse errichtet. Auch konnten einige Zwischengeschosse der 1936 bis 1939 eröffneten Nordsüd-S-Bahn von den Fußgängern genutzt werden.
Nach dem Zweiten Weltkrieg gab es im Westteil und im Ostteil Berlins unterschiedliche Rahmenbedingungen für die Stadtplanung. Im Westteil Berlins erlebte der Bau von Fußgängertunnel in den 1960er und 1970er Jahren seine Hochphase. In diesen Jahrzehnten verwirklichte man Planungen, deren Grundidee einer autogerechten Stadt aus den 1950er Jahren stammt. Das Ziel war die räumliche Trennung der verschiedenen Verkehrsarten. Vorgesehen war ein geschlossener Stadtring sowie vier Tangenten, die die Innenstadt durchqueren und gleichzeitig die Verbindung zum Berliner Ring herstellen sollten. Gleichzeitig war die Verbreiterung vieler Hauptstraßen vorgesehen. Die Fußgänger sollten stark befahrene Straßen und besonders Kreuzungen mit Hilfe von Brücken oder Tunneln gefahrlos passieren können. Außerdem erhöhte sich dadurch die Fahrzeugkapazität der Kreuzungen, da bei der Bestimmung der Ampelphasen keine Zeiten für die Fußgänger berücksichtigt werden mussten.
Im Ostteil gab es zwei bedeutende Planungsabschnitte, bei denen auch einige Fußgängertunnel entstanden. Der erste Abschnitt begann in den 1960er Jahren. Die historische Mitte Berlins sollte zu einem sozialistisch geprägten Stadtzentrum umgestaltet werden. Vor allem der Bereich um den Alexanderplatz wurde dabei großzügig verändert, wovon heute noch der Berliner Fernsehturm und die Gebäude rund um den Platz zeugen. Auch die Straßenzüge Leipziger Straße–Grunerstraße sowie Adlergestell–Schnellerstraße wurden erheblich umgebaut. Der zweite Abschnitt war der in den 1970er Jahren beschlossene Bau der Neubausiedlungen in den Bezirken Marzahn und Hellersdorf. Bei dem dabei erfolgten Ausbau der Straßenbahn wurden mehrere Tunnel als Zugang zu den Haltestellen angelegt.
Nach der Wiedervereinigung wurde nur noch ein neuer Tunnel in Staaken errichtet. Gleichzeitig wurden andere Anlagen aufwändig saniert, wie zum Beispiel der Tunnel am S-Bahnhof Treptower Park oder am S-Bahnhof Schöneweide. Anlagen, die nicht regelmäßig genutzt werden, befinden sich zum überwiegenden Teil in einem verwahrlosten Zustand. Viele Fußgängertunnel wurden daher mittlerweile geschlossen oder sogar abgerissen.

## Liste der Tunnel
Die Liste fasst die öffentlichen Fußgängertunnel in Berlin tabellarisch zusammen. Nicht enthalten sind private Anlagen sowie die Zugangsbauwerke zu U- oder S-Bahnhöfen, die häufig auch zum Unterqueren der Straßen genutzt werden können. Die Liste ist chronologisch nach dem Jahr der Eröffnung geordnet.
| Bild          | Tunnel | Belege               | Lage                         |
| ------------- | --- | -------------------- | ---------------------------- |
|               | Der Fußgängertunnel Schwartzkopffstraße unter dem Gleisvorfeld des Stettiner Bahnhofs verband die Schwartzkopffstraße und die Feldstraße. 1952 wurde das Ostportal zugemauert, das an der Feldstraße direkt in den (politischen) Westen führte. Nach dem Bau der Berliner Mauer lag der Tunnel im unmittelbaren Grenzgebiet. Daher wurden in den folgenden Jahren weitere Mauern eingezogen und der Ausgang an der Schwartzkopffstraße wurde verfüllt. Die Vermauerung an der Feldstraße wurde 2008 durch ein Zugangsgitter ersetzt. | [ 3 ] [ 4 ]          | 52° 32′ 12″ N, 13° 23′ 1″ O  |
|               | Der wahrscheinlich 1905 eröffnete Tunnel unter der Königstraße lag östlich der Glienicker Brücke und verband die beiden Parkanlagen. Ursprünglich war der Tunnel nur 13 Meter lang. Er wurde 1939 bei der Verbreiterung der Königstraße auf fast 30 Meter verlängert. 1974 wurde er geschlossen. | [ 5 ] [ 6 ]          | 52° 24′ 49″ N, 13° 5′ 32″ O  |
|               | Der 1910/11 eröffnete Tunnel unter den Abstellgleisen des Bahnhofs Grunewald verbindet den Cordesweg und den Werkstättenweg. Er wurde nach der Wiedervereinigung beim Umbau des Abstellbahnhofs vollständig abgerissen und neu gebaut. | [ 7 ]                | 52° 29′ 45″ N, 13° 16′ 29″ O |
|               | Der 1910 eröffnete Tunnel unterquert die Gleise des Betriebsbahnhofs Rummelsburg und verband die Saganer Straße mit der Fischerstraße. Sein Schließungsdatum ist unbekannt. Der Tunnel wird derzeit als Trasse für zwei Fernwärmerohre genutzt. | [ 8 ]                | 52° 29′ 48″ N, 13° 29′ 27″ O |
|               | Dieser Tunnel aus dem Baujahr 1920 diente als Unterführung unter der Dresdener Bahn nördlich vom ehemaligen Bahnübergang Großbeerenstraße. Er war 17,43 m lang, 5,10 m breit und 2,65 m hoch und mit Walzträgern in Beton ausgeführt. Der Bahnübergang wurde Ende der 1970er Jahre durch den Neubau der Karl-Theodor-Schmitz-Brücke ersetzt, der die Großbeerenstraße unterführt. Das Schließdatum des Fußgängertunnels ist unbekannt. Nach 2006 wurde er bis 1,70 m unter Schienenoberkante zurückgebaut und verfüllt, ebenso verschwand die östliche Zugangstreppe. Die Zugangstreppe auf der Westseite wurde im Rahmen des Fernbahn-Ausbaus der Dresdener Bahn zurückgebaut. | [ 9 ]                | 52° 25′ 35″ N, 13° 22′ 25″ O |
|               | Westlich vom Bahnhof Kaulsdorf liegt diese Unterführung als Verbindung zwischen Heinrich-Grüber-Straße und Heinrich-Grüber-Platz. Der Tunnel wurde 1903 errichtet. Es handelt sich hierbei nicht um den Zugangstunnel zum Bahnsteig, der weiter östlich liegt. |                      | 52° 30′ 44″ N, 13° 35′ 15″ O |
|               | Der 1910 eröffnete Tunnel führte unter dem Gleisvorfeld des Görlitzer Bahnhofs durch und verband die Liegnitzer Straße und die Oppelner Straße. Am 30. Juni 1985 wurde der Güterverkehr von der Deutschen Reichsbahn eingestellt. Nach 1990 wurde das Gelände zur Grünanlage Görlitzer Park umgestaltet. Dabei wurde der Tunnel zum großen Teil abgerissen. | [ 10 ]               | 52° 29′ 46″ N, 13° 26′ 14″ O |
|               | Der 1928 eröffnete Excelsior-Tunnel ist ein vom Eigentümer des Hotels Excelsior privat finanzierter Tunnelbau zwischen dem Hotel und dem Anhalter Bahnhof, der aber auch der Öffentlichkeit zur Unterquerung der Königgrätzer Straße (heute Stresemannstraße) zur Verfügung stand. Er wurde wahrscheinlich bereits um 1945 geschlossen. Sein Abriss erfolgte nach 1985. | [ 11 ] [ 12 ]        | 52° 30′ 13″ N, 13° 23′ 0″ O  |
|               | Bis zur Eröffnung des Spreetunnels Friedrichshagen 1928 gab es zwischen Rahnsdorf (Hessenwinkel) und Köpenick keine feste Querungsmöglichkeit über die Spree und den Müggelsee. Der Ausflugsverkehr war aber so stark, dass die Fähren in Friedrichshagen hoffnungslos überlastet waren. Daher wurde dieser Tunnel zwischen der Josef-Nawrocki-Straße und dem Wanderweg „Am Müggelsee“ gebaut. Der Tunnel wurde in Senkkasten-Bauweise in drei Abschnitten errichtet. Er steht unter Denkmalschutz. | [ 13 ] [ 14 ]        | 52° 26′ 41″ N, 13° 37′ 34″ O |
|               | Der Tunnel wurde anlässlich der Deutschen Bauausstellung 1930/1931 errichtet und diente als interne Verbindung zwischen den damaligen Messhallen II und III. Er unterquerte die Masurenallee auf Höhe des heutigen Zentralen Omnibusbahnhofs. Ob es nach dem Krieg eine öffentlich Nutzung gab ist noch zu ermitteln, in den Bebauungspläne war er aber eingezeichnet. Der Tunnel wurde Mitte der 1970er Jahre bei der Bauvorbereitung zum Neubau des ICC abgerissen. | [ 15 ] [ 16 ] [ 17 ] | 52° 30′ 23″ N, 13° 16′ 47″ O |
|               | Dieser Tunnel entstand anlässlich der Olympischen Sommerspiele von 1936. Er unterquerte die Passenheimer Straße nördlich der Schirwindter Allee. Sein Schließungsdatum ist nicht bekannt. Der Tunnel wurde im Jahre 2000 verfüllt, die Zugänge dabei vollständig abgerissen. | [ 18 ]               | 52° 30′ 42″ N, 13° 13′ 51″ O |
|               | Ursprünglich war der Spreetunnel Stralau–Treptow von 1899 bis 1932 ein Straßenbahntunnel und führte von der Tunnelstraße zum Platz am Spreetunnel. Im Jahr 1936 wurde er für die Fußgänger wieder eröffnet. Im Zweiten Weltkrieg wurde er als provisorischer Luftschutzraum genutzt. Die Eingänge wurden nach dem Krieg zugeschüttet. 1997 wurde der östliche Tunnelbereich für eine Besichtigung freigelegt, aber nach wenigen Tagen wieder zugeschüttet. Der nicht sichtbare Tunnel steht unter Denkmalschutz. | [ 19 ] [ 20 ] [ 21 ] | 52° 29′ 20″ N, 13° 28′ 45″ O |
|               | Am Großen Stern wurden 1938 zwei Tunnel östlich und westlich der Mittelinsel eröffnet, die die Straße des 17. Juni unterqueren und gleichzeitig als Zugang zur Mittelinsel dienen. Es gibt keinen barrierefreien Zugang zur Mittelinsel. Die vier Torhäuser der Tunnel stehen unter Denkmalschutz. | [ 22 ] [ 23 ] [ 24 ] | 52° 30′ 52″ N, 13° 20′ 58″ O |
|               | Beim Bau des Flughafens Tempelhof Ende der 1930er Jahre wurde mit dem Bau eines Fußgängertunnels angefangen, der aber nie fertiggestellt wurde. Er führte „von einem Flughafengebäude neben der Zufahrt zur ehemaligen Abflughalle bis zur anderen Straßenseite“. Die Länge der Bauvorleistung betrug 43 Meter. | [ 25 ] [ 26 ] [ 27 ] | 52° 29′ 2″ N, 13° 23′ 16″ O  |
|               | Der Tunnel unterquert am Karower Kreuz die Stettiner Bahn und verbindet die Rudelsburgstraße mit der Ilsenburgstraße in Höhe der Freischützstraße. Er entstand vermutlich mit dem Ausbau des Karower Kreuzes in den 1950er Jahren. |                      | 52° 36′ 5″ N, 13° 27′ 18″ O  |
|               | Der 1958/1959 gebaute Tunnel ist der Zugang zur Mittelinsel des Ernst-Reuter-Platzes und beginnt im Zugangsbauwerk vom U-Bahnhof Ernst-Reuter-Platz. Es gibt keinen barrierefreien Zugang zur Mittelinsel. | [ 28 ]               | 52° 30′ 44″ N, 13° 19′ 19″ O |
|               | Dieser Tunnel stammt vermutlich aus den 1960er Jahren und liegt unter der Herkulesbrücke am Südufer des Landwehrkanals Die westliche Hälfte unter der Brücke ist eine zum Kanal hin offene Galerie, daran östlich schließt sich der eigentliche Tunnel zum Lützowplatz an. |                      | 52° 30′ 20″ N, 13° 21′ 10″ O |
|               | Beim Ausbau der Stadtautobahn Ende der 1950er Jahre wurde der Messedamm umgebaut. In diesem Zusammenhang entstand an der Kreuzung nördlich der Kreuzung Halenseestraße ein Fußgängertunnel. Der Tunnel wurde Mitte der 1970er Jahre bei der Bauvorbereitung zum Neubau des ICC abgerissen. | [ 15 ]               | 52° 30′ 15″ N, 13° 16′ 46″ O |
|               | Bei dem geplanten Tunnel unter der Straße Unter den Eichen in Höhe des Tietzenwegs handelt es sich um eine nicht umgesetzte Planung aus den 1960er Jahren im Zusammenhang mit dem schnellstraßenähnlichen Ausbau der Straße Unter den Eichen als Teil der Westtangente. | [ 29 ]               | 52° 26′ 52″ N, 13° 17′ 58″ O |
|               | Bei dem geplanten Tunnel unter der Bundesallee in Höhe der Durlacher Straße handelt es sich um eine nicht umgesetzte Planung aus 1960er Jahren im Zusammenhang mit dem schnellstraßenähnlichen Ausbau der Bundesallee. | [ 30 ]               | 52° 28′ 54″ N, 13° 19′ 46″ O |
|               | Unmittelbar vor dem Ausgang des S-Bahnhofs Treptower Park liegt ein 1964/1965 eröffneter Fußgängertunnel, der die Straße „An den Treptowers“ in Höhe der Hoffmannstraße unterquert. Der Tunnel wurde 1993 saniert und mit Fahrtreppen ausgestattet. | [ 31 ]               | 52° 29′ 38″ N, 13° 27′ 40″ O |
| externes Bild | Dieser Tunnel diente als Verbindung vom Europa-Center zur Mittelinsel des Breitscheidplatzes. Er wurde Mitte der 1960er Jahre eröffnet. 1977/78 wurde der Platz umgebaut, und die unterquerte Straße wurde in den Fußgängerbereich einbezogen. Der Tunnel ist daher überflüssig geworden. Wahrscheinlich wurde der Tunnel anschließend zum Bau der öffentlichen Toilette genutzt. | [ 33 ]               | 52° 30′ 18″ N, 13° 20′ 12″ O |
|               | Beim Ausbau der Stadtautobahn wurde der Jakob-Kaiser-Platz umgestaltet und von der heutigen Bundesautobahn 111 überquert. Um die nördliche Autobahnrampe unterqueren zu können, wurde der Zugangstunnel des bereits Anfang der 1970er Jahre rohbaufertig erstellten U-Bahnhofes als Fußgängertunnel freigegeben. Erst 1980 wurde die U-Bahn eröffnet; seitdem dient der Tunnel als einziger Zugang zum Bahnsteig. | [ 34 ]               | 52° 32′ 11″ N, 13° 17′ 38″ O |
|               | Der 1968 eröffnete Tunnel entstand beim Bau der Westtangente und führt unter der Albrechtstraße hindurch. Damals gab es keine Fußgängerampel an dieser Stelle. Der 2006 geschlossene Tunnel ist noch vorhanden, die Zugänge sind abgerissen und abgedeckelt. | [ 35 ]               | 52° 27′ 23″ N, 13° 19′ 23″ O |
|               | Bei der Umgestaltung des Alexanderplatzes wurden 1968 mehrere Fußgängertunnel errichtet. Der größte führte östlich vom U-Bahnhof Alexanderplatz, zu dem es einen direkten Zugang gab, unter dem Autotunnel Grunerstraße bis zur Karl-Marx-Allee. In den Jahren 2008/09 wurde der Tunnel geschlossen und seine Zugänge wurden abgerissen. | [ 36 ]               | 52° 31′ 19″ N, 13° 24′ 50″ O |
|               | Unter der Karl-Liebknecht-Straße lag unmittelbar westlich der Stadtbahn ein kurzer Tunnel. Er wurde 1968 eröffnet und 2010 geschlossen. |                      | 52° 31′ 19″ N, 13° 24′ 32″ O |
|               | Unter der Kreuzung Memhardstraße und Karl-Liebknecht-Straße lag ein 1968 eröffneter Tunnel, der alle vier Straßenecken miteinander verband. Der 2006 geschlossene Tunnel wurde inzwischen abgerissen. | [ 36 ] [ 37 ] [ 38 ] | 52° 31′ 24″ N, 13° 24′ 43″ O |
|               | Der Tunnel unterquerte die Gertraudenstraße an der Breiten Straße. Er wurde vermutlich Ende der 1960er Jahre eröffnet und nach 1999 geschlossen. Der südliche Ausgang wurde bei der Neubebauung des Eckgrundstücks abgerissen, der restliche Tunnel ab 2007. | [ 39 ]               | 52° 30′ 51″ N, 13° 24′ 19″ O |
|               | Der Tunnel an der Jerusalemer Straße führt unter der Leipziger Straße hindurch. Auf jeder Straßenseite ist zusätzlich eine Kinderwagenrampe vorhanden. |                      | 52° 30′ 39″ N, 13° 23′ 47″ O |
|               | Am Autobahnkreuz Zehlendorf sind insgesamt vier Tunnel für die Rad- und Fußwege unter den Zufahrten zur A 115 vorhanden, deren Zugänge wegen der Radwege ausschließlich als Rampe gebaut wurden. |                      | 52° 25′ 18″ N, 13° 11′ 57″ O |
|               | Unmittelbar an der nördlichen Ausfahrt des Autotunnels unterquert der Fußgängertunnel die Lewishamnstraße in Höhe der Sybelstraße. Er wurde 1972 eröffnet und 2010 geschlossen. | [ 40 ] [ 41 ]        | 52° 30′ 8″ N, 13° 18′ 21″ O  |
|               | Der Tunnel wurde 1974 unter der Michael-Brückner-Straße in Höhe der Brückenstraße, direkt vor dem Eingang des S-Bahnhofs Schöneweide eröffnet. Er hat Aufzüge und Rolltreppen. Inzwischen stillgelegt. | [ 42 ] [ 43 ]        | 52° 27′ 23″ N, 13° 30′ 37″ O |
|               | Die sogenannte Passerelle liegt unter der Neuen Kantstraße unmittelbar vor dem ICC und hat insgesamt 6 Ausgänge mit 12 Rolltreppen und zwei Aufzügen. Zusätzlich ist ein direkter Zugang zum Untergeschoss des ICC vorhanden. Beim Bau wurde auch ein 40 Meter langer U-Bahn-Tunnel der damals geplanten Verlängerung vom U-Bahnhof Uhlandstraße zum U-Bahnhof Theodor-Heuss-Platz gebaut, der heute als Lagerraum dient. Weiterhin ist eine seit Jahren stillgelegte unterirdische Toiletten-Anlage vorhanden. | [ 15 ]               | 52° 30′ 22″ N, 13° 16′ 51″ O |
|               | Unter der Allee der Kosmonauten liegt im Bereich der Straßenbahn-Haltestelle Helene-Weigel-Platz ein Tunnel, der gleichzeitig als Zugang zur Straßenbahn-Haltestelle dient. |                      | 52° 31′ 33″ N, 13° 32′ 36″ O |
|               | Unter dem Weißenseer Weg liegt im Bereich der Straßenbahn-Haltestelle Herzbergstraße ein stillgelegter Tunnel, der gleichzeitig als Zugang zur Straßenbahn-Haltestelle diente. Er wurde 1976 eröffnet und nach 1999 geschlossen. Der Tunnel wurde umgebaut und im September 2011 zog der Jugendclub BBC ein. | [ 44 ] [ 45 ]        | 52° 31′ 38″ N, 13° 28′ 46″ O |
|               | Direkt vor dem Eingang des S-Bahnhofs Greifswalder Straße liegt ein 1968 eröffneter Tunnel, der gleichzeitig als Zugang zur Straßenbahn-Haltestelle dient. | [ 46 ]               | 52° 32′ 27″ N, 13° 26′ 17″ O |
|               | Direkt vor dem Eingang des S-Bahnhofs Landsberger Allee liegt ein 1991 eröffnete Tunnel, der gleichzeitig als Zugang zur Straßenbahn-Haltestelle dient. | [ 47 ]               | 52° 31′ 43″ N, 13° 27′ 21″ O |
|               | Beim Bau der Schnellfahrstrecke Hannover–Berlin Mitte der 1990er Jahre wurde an der Straße „Am alten Gaswerk“ als Ersatz für einen beschrankten Bahnübergang ein Tunnel gebaut. Er hat zusätzlich Rampen für Rollstuhlfahrer, Radfahrer und Kinderwagen. |                      | 52° 32′ 18″ N, 13° 7′ 50″ O  |